# Búcsúkoncert (album)
1992-ben jelent meg a Locomotiv GT 1992. május 17-i, négyórás búcsúkoncertjének kivonata, a Búcsúkoncert. Az album dupla nagylemezen, dupla kazettán és CD-n jelent meg. A CD-kiadásról a Kotta nélkül lemaradt. A Volt egyszer egy zenekar című dalnak csak a refrénje hangzott el, első felét a stúdióban vették fel. A szél lassan elfújja az utolsó dalom vonatzakatolással fejeződik be. Az album Romániában egy kalózkiadású kazettán, 12 dallal jelent meg. A koncertet az együttes Barta Tamás emlékének ajánlotta.

## Az album dalai
1. Zenevonat (Presser Gábor/Sztevanovity Dusán) – 5:28
2. Ülök a járdán (Somló Tamás/Adamis Anna) – 4:40
3. Sziszifuszi blues (Presser Gábor/Sztevanovity Dusán) – 6:05
4. Embertelen dal (Presser Gábor/Somló Tamás/Sztevanovity Dusán) – 5:02
5. És jött a doktor (Presser Gábor) – 9:57
6. Álomarcú lány (Somló Tamás/Adamis Anna) – 4:56
7. Ha a csend beszélni tudna (Somló Tamás/Adamis Anna) – 2:53
8. Miénk itt a tér (Presser Gábor/Adamis Anna) – 3:44
9. Rajongás (Karácsony János/Adamis Anna) – 5:03
10. Primadonna (Somló Tamás/Sztevanovity Dusán) – 5:11
11. Áldd meg a dalt (Karácsony János/Sztevanovity Dusán) – 2:34
12. Volt egyszer egy zenekar (Presser Gábor/Sztevanovity Dusán) – 2:34
13. Ő még csak 14 (Barta Tamás/Adamis Anna) – 5:08
14. Neked írom a dalt (Presser Gábor) – 6:44
15. A szél lassan elfújja az utolsó dalom (Presser Gábor) – 3:21

## Közreműködők
- Presser Gábor – ének, billentyűs hangszerek
- Somló Tamás – ének, basszusgitár, szaxofon, fuvola, szájharmonika
- Karácsony János – ének, gitár, zongora
- Solti János – dob, ütőhangszerek
- Frenreisz Károly – basszusgitár (13)
- Laux József – dob, ütőhangszerek (13)
- Gerendás Péter – gitár, vokál
- Ferenczi György – szájharmonika, vokál
- Fekete Tibor – basszusgitár
- Szendi Gábor – ütőhangszerek
- Muck Ferenc – szaxofon
- Elek István – szaxofon
- Mákó Miklós – trombita
- Csizmadia Gábor – trombita
- Pados Zoltán – harsona

### Produkció
- Dorozsmai Péter – felvételi hangmérnök, keverés
- Farkas László – koncerthangmérnök
- Fekete Tibor – keverés
- Jávor Zoltán – felvételi hangmérnök
- Kiss István – felvételi- és koncerthangmérnök
- Kiss János – koncerthangmérnök
- Kovács György – felvételi hangmérnök
- Kovács Péter – felvételi hangmérnök
- Kölcsényi Attila – keverés
- Kraft Tamás – koncerthangmérnök
- Schlotthauer Péter – hangmérnök
- Alapfy András – borító
- Alapfy László – fotó és grafika
- Csáki László – gyártásvezető
- Deák Miklós – producer